# Медаль «За отличие в учениях»
Меда́ль «За отли́чие в уче́ниях» — ведомственный знак отличия Министерства обороны Российской Федерации. Учреждена 5 апреля 2014 года.

## Положение о медали
Медалью Министерства обороны Российской Федерации «За отличие в учениях» награждаются военнослужащие Вооружённых Сил Российской Федерации:
- за высокие личные показатели в полевой, морской и воздушной выучке, достигнутые в ходе учений;
- за умело организованные и проведённые учения, в ходе которых были достигнуты поставленные цели;
- за достижения в развитии и совершенствовании приёмов и способов ведения боевых действий, в повышении эффективности применения вооружения и военной техники, проявленные в ходе учений.

Повторное награждение медалью может быть произведено не ранее, чем через один год после предыдущего награждения.
Медаль (лента медали) носится в соответствии с Правилами ношения военной формы одежды и знаков различия военнослужащих Вооружённых Сил Российской Федерации, ведомственных знаков отличия и иных геральдических знаков, учреждённых в установленном порядке.

## Описание медали
Медаль изготавливается из металла серебристого цвета в форме круга диаметром 32 мм с выпуклым бортиком с обеих сторон.
В центре лицевой стороны медали — рельефное изображение пылающей гренады, крыльев и якоря, обрамлённое дубовым венком.
На оборотной стороне медали в верхней части рельефное изображение эмблемы Министерства обороны Российской Федерации, под которой — рельефная надпись в три строки: «ЗА ОТЛИЧИЕ / В / УЧЕНИЯХ»; по кругу — рельефная надпись: в верхней части — «МИНИСТЕРСТВО ОБОРОНЫ», в нижней части — «РОССИЙСКОЙ ФЕДЕРАЦИИ».
Медаль при помощи ушка и кольца соединяется с пятиугольной колодкой, обтянутой шёлковой муаровой лентой шириной 24 мм. С правого края ленты оранжевая полоса шириной 10 мм, окаймлённая справа чёрной полосой шириной 2 мм, левее — равновеликие синяя и красная полосы.

## Семантика медали
Элементы медали символизируют:
- гренада, крылья и якорь (элементы военных геральдических знаков Сухопутных войск, Военно-воздушных Сил и Военно-Морского Флота) — символы наземной, воздушной и морской составляющих современных учений войск (сил);
- эмблема Министерства обороны Российской Федерации и оранжевая полоса ленты медали, окаймлённая чёрной полосой — статус медали, как ведомственной награды Министерства обороны Российской Федерации;
- синяя и красная полосы ленты медали (цвета флага Министерства обороны Российской Федерации) — предназначение медали для награждения военнослужащих Вооружённых Сил Российской Федерации[3].